# Anthony Anderson
Anthony Anderson (Los Angeles, 15 augustus 1970) is een Amerikaans acteur en komiek. Hij won in 2006 een National Board of Review Award samen met de gehele cast van The Departed. Eerder werd hij met de totale cast van Hustle & Flow genomineerd voor een Screen Actors Guild Award, maar ook voor de Razzie Award voor slechtste bijrolspeler voor zijn aandeel in Kangaroo Jack. In 2020 kreeg Anderson een ster op de Hollywood Walk of Fame. Vanwege de coronapandemie was de onthullingsceremonie niet publiek toegankelijk.
Anderson maakte in 1999 zijn debuut op het witte scherm als Cookie in Life, naast hoofdrolspelers Eddie Murphy en Martin Lawrence. Sindsdien had hij rollen in meer dan 25 films. Daarnaast speelde Anderson in televisieseries als Law & Order, The Shield en Black-ish. Andersons komische rollen kenmerken zich doorgaans door de paniekbuien van zijn personages, die dan in razend tempo en met veel gebruik van 'slang' aan het praten slaan.
Anderson trouwde in 1995 met Alvina Stewart, die hij op de middelbare school leerde kennen. Ze hebben samen twee kinderen.

## Filmografie
*Exclusief televisiefilms
- Scary Movie 5 (2013) - Mahalik
- Scream 4 (2010) - Detective Perkins
- The Back-Up Plan (2010) - Dad
- Sammy's Adventures: The Secret Passage (2010, stem) - Ray
- Steppin: The Movie (2009) -  Trevor
- Transformers (2007) - Glen Whitmann
- Arthur et les Minimoys (2006, stem Engelstalige versie) - Koolomassai
- The Departed (2006) - Trooper Brown
- The Last Stand (2006) - Jay
- Scary Movie 4 (2006) - Mahalik
- King's Ransom (2005) - Malcolm King
- Hoodwinked! (2005, stem) - Detective Bill Stork
- Hustle & Flow (2005) -  Key
- Harold & Kumar Go to White Castle (2004) - Burger Shack Employee
- Agent Cody Banks 2: Destination London (2004) - Derek Bowman
- My Baby's Daddy (2004) - G. Bong
- Scary Movie 3 (2003) - Mahalik
- Malibu's Most Wanted (2003) - PJ
- Cradle 2 the Grave (2003) - Tommy
- Kangaroo Jack (2003) - Louis Booker
- Barbershop (2002) - J.D.
- 3 Strikes (2001) - Guard
- Two Can Play That Game (2001) - Tony
- Exit Wounds (2001) - T.K. Johnson
- See Spot Run (2001) - Benny
- Kingdom Come (2001) - Junior Slocumb
- Urban Legends: Final Cut (2000) - Stan Washington
- Me, Myself & Irene (2000) - Jamaal Baileygates
- Big Momma's House (2000) - Nolan
- Romeo Must Die (2000) - Maurice
- Liberty Heights (1999) - Scribbles
- Trippin' (1999) - Z-Boy
- Life (1999) - Cookie

## Televisieseries
*Exclusief eenmalige gastrollen
- Black-ish - Andre "Dre" Johnson (140+ afleveringen sinds 2014)
- Law & Order - Detective Kevin Bernard (2008-2010, 50 afleveringen)
- K-Ville - Marlin Boulet (2007-2008, elf afleveringen)
- The Shield - Antwon Mitchell (2005-2007, vijftien afleveringen)
- 'Til Death - Cofeld (2006-2007, zes afleveringen)
- The Bernie Mac Show - Bryan (2005-2006, vier afleveringen)
- Campus Ladies - James (2006, twee afleveringen)
- All About the Andersons - Anthony Anderson (2003-2004, vijf afleveringen)
- My Wife and Kids - Dr. Bouche (2001, twee afleveringen)
- Ally McBeal - Matthew (2000, twee afleveringen)

- Bibliothèque nationale de France: cb14577579c (data)
- Gemeinsame Normdatei: 173922813
- International Standard Name Identifier: 0000 0000 8366 3176
- Library of Congress Control Number: no2003040893
- MusicBrainz: 7a661f73-4a79-42a8-813b-45b8589f7d46
- Nationale Bibliotheek van Israël: 987007431219105171
- Nationale Bibliotheek van Polen: a0000001982459
- Système universitaire de documentation: 254689264
- Virtual International Authority File: 26751585
- WorldCat: E39PBJpDQRrvPhx7hpP3Qwvrbd